# Holstein (Nebraska)
Holstein è un comune degli Stati Uniti d'America, situato in Nebraska, nella contea di Adams.